# Ångmaskin

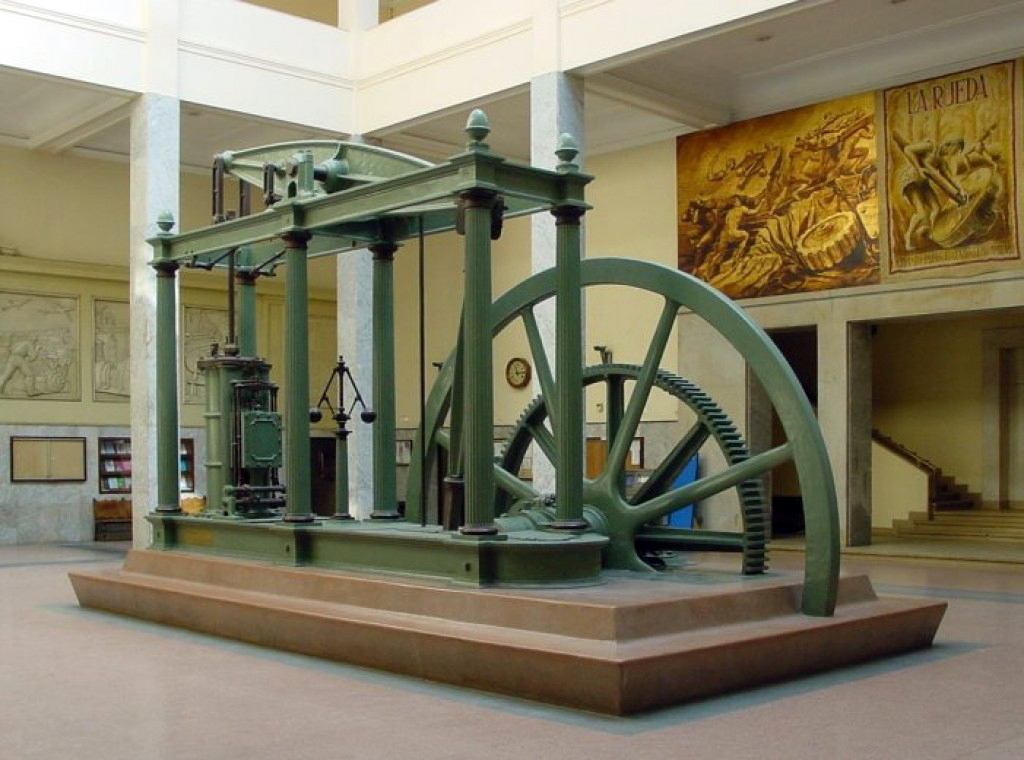
James Watts ångmaskin

En ångmaskin är en motor som drivs med vattenånga som drivmedel där värmeenergi omvandlas till mekaniskt arbete (rörelseenergi). Denna definition innefattar således ångturbinen, men i normalt språkbruk avses kolvångmaskinen som beskrivs här. 
Till skillnad från förbränningsmotorn arbetar ångmaskiner (i likhet med stirlingmotorn) med yttre förbränning. Ångmaskinen drivs med vattenånga producerad i en ångpanna som värms upp via förbränning av bränsle i en under, bredvid eller inuti pannan anordnad eldstad.
Kolvångmaskiner är i dag i drift endast av kulturhistoriska skäl, exempelvis i ångbåtar, och pannorna eldas då oftast med olja, kol eller ved. Hos ånglok och lokomobiler utgör maskin (cylinder, kolv och vevstake) och panna en sammanbyggd enhet, men i tekniskt hänseende skiljer man ändå på panna (som producerar ånga) och maskin. 

## Arbetssätt och egenskaper

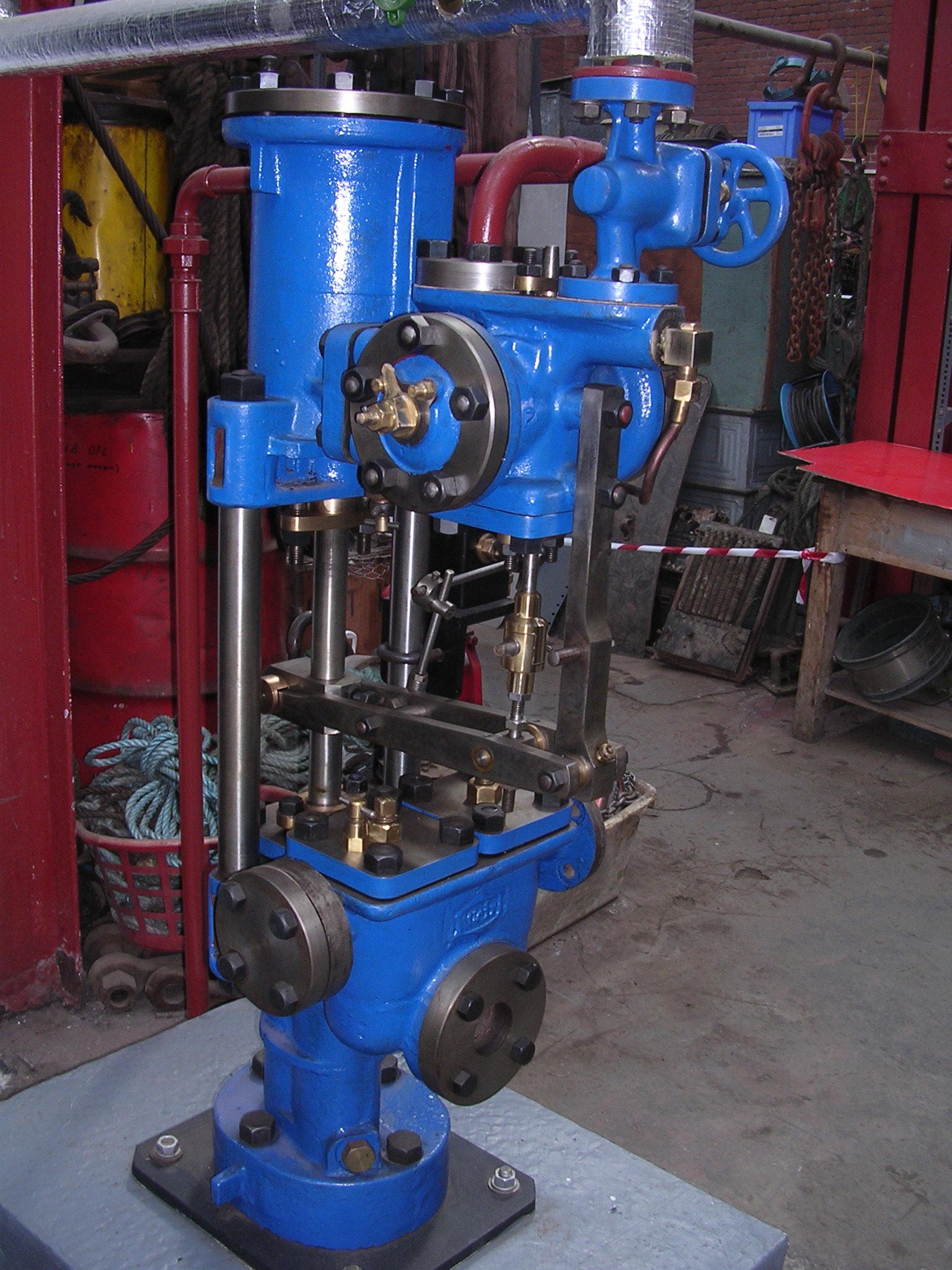
Weirs delvis direktverkande ångpump utan vevrörelse

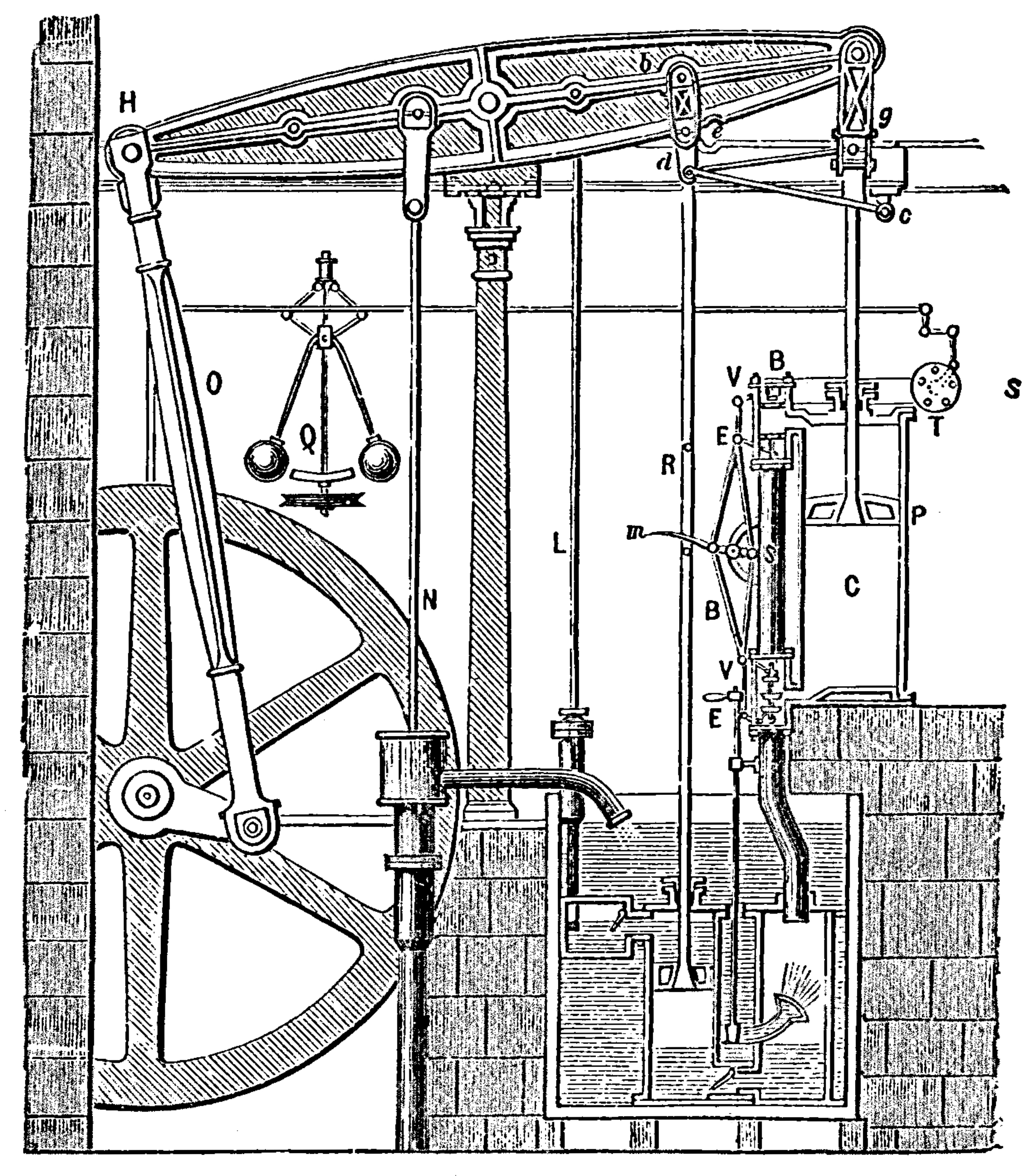
Tidig 'roterande' dubbelverkande ventilångmaskin med Watts parallellrörelse (1784). Centrifugalregulatorn är kopplad till trotteln T varefter ångan når övre inströmningsventilen V. Samtidigt står nedre utströmningsventilen E öppen. När maskinen når sitt nedre läge påverkar anslaget R hävarmen m så att ventilerna, korsvis kopplade på motstående sidor om balanspunkten hos hävarmen m, kastas om. Luftpumpen, inbyggd i och omsluten av kylvattenbassängen får sin drivning, via Watts linjärrörelse -b-d-c. Samma rörelse förstoras via pantografen -b-d-g till kolvstången. (Klicka på bilden för att se bättre.)

I kolvångmaskinen åstadkoms rörelse därigenom, att en i en cylinder rörlig kolv pressas fram och tillbaka av het vattenånga, som växelvis inledes på var sida om kolven. Ångans expansion kan ske i ett steg i en eller flera parallellkopplade cylindrar (tvilling-, trilling-, fyrling- etc), eller i två eller flera steg i seriekopplade cylindrar (kompound-, trippel- kvadruppel- etc, se kompoundångmaskin). Hos Mallet-lokomotiv (och hos större maskiner ofta den sista delen av maskinen) består varje steg i sin tur av flera parallellkopplade cylindrar. Kompoundlokomotiv och enstaka stationära maskiner för särskilda ändamål kan utföras med växelventil med vilken maskinen vid start eller av annan anledning med särskilt stort momentbehov kan omkopplas till tvillingdrift (de två stegen parallellkopplas).
Kolvens fram- och återgående rörelse överförs oftast med hjälp av vevstake och vev till en roterande rörelse. Äldre, indirekt verkande maskiner har även balans - balansångmaskin. Hos ångmaskindrivna pumpar kan vevrörelsen och, utom hos de allra äldsta, även balansen undvaras.
Ångmaskinen började användas som kraftkälla på 1700-talet och blev en avgörande faktor i industrialismen - ett historiskt skeende närmast helt betingat av ångmaskinen som den under lång tid viktigaste kraftkällan, såväl för industri som tunga transporter till sjöss och till lands, en bra bit in på 1900-talet:
Ångmaskinen var visserligen stor och tung och hade låg verkningsgrad men passade bra som drivkälla inom industrin och för framdrivning av fartyg och för lokomotiv där maskinens höga vikt inte hade ett avgörande inflytande på användbarheten. För vissa maskintyper var den höga vikten snarare en fördel som för lokomotiv som måste byggas med hög vikt för att få tillräcklig friktion mellan drivhjul och järnvägsräls och för "ångvältar" som måste ha ett högt tryck mot marken vid exempelvis packning av vägmaterial och nylagd asfalt. För mindre fordon för person- och godstransport var dock ångmaskinen ej praktisk. Någon egentlig landsvägstrafik med maskindrivna fordon uppstod ej förrän den betydligt lättare, effekttätare och mer lättskötta förbränningsmotorn blev tillgänglig. Till sjöss var ångmaskinen till följd av sina egenskaper mer långlivad och först kring mitten av 1900-talet började kolvångmaskinen utträngas av ångturbinen och förbränningsmotorn.
Den allra första ångmaskinen var en så kallad atmosfärisk ångmaskin vars panna gav ånga av atmosfärstryck (eller obetydligt övertryck). Den uppfanns av Thomas Newcomen och var i användning 1712. Den var en balansångmaskin byggd för drift av gruvpumpar. Strax dessförinnan hade Thomas Savery byggt ångdrivna sifonpumpar med ånga direkt verkande på det vatten som pumpades och jämfört med dessa var Newcomens ångmaskin ett stort framsteg såväl i fråga om kapacitet och ekonomi som maximal pumphöjd.
I likhet med Saverys ångpump arbetade även Newcomens ångmaskin med direkt vatteninsprutning och den katastrofala inverkan på ekonomin av detta observerades av James Watt som år 1765 byggde världens första modernt arbetande ångmaskin med separat kondensor - så arbetar ångmaskiner och turbiner än idag:
- Tätningsånga: På den sida av kolven som hos Newcomens maskin varit utsatt för lufttryck lade James Watt ånga. Allt läckage bestod plötsligt av ånga som i likhet med arbetsångan då kunde kondensera varvid vakuum och kolvkraft bibehölls under hela slaget (slagantalet hos dessa gruvpumpar uppgick ofta till endast tiotalet dubbelslag per minut).
- Separat kondensor: I och med att kondenseringen flyttades till en separat kondensor eliminerades kylvattnets kylande verkan på cylindern varvid förlusten via cylinderkondensation nedbringades
- Expansion och överströmning: I och med att ångtilloppet från pannan avbröts innan kolven nått ändläget samt genom att cylinderns underhalva fick fyllning via överströmning från överhalvan sänktes ångförbrukningen än mer. Först den fyrtio år senare uppfunna Woolfs kompoundångmaskin kunde på detta sätt mäta sig med den maskin James Watt byggt.
- Musselslid: Ventilångmaskinen var måhända ekonomisk, men den praktiskt lagde James Watt förstod att ersätta den komplicerade ventilrörelsen med en enkel slidventil (musselslid) som i en och samma rörliga maskindetalj sammanförde samtliga maskinens ventilfunktioner.
- Wattmekanismen - James Watts "parallellrörelse": James Watt var den första att förse en ångmaskin med en linjärrörelse vilket medgav byggandet av dubbelverkande maskiner och var en förutsättning för "roterande" (vevrörelseförsedda) ångmaskiner där roterande rörelse kunde uttas. I och med denna åtgärd kunde industrialismen ta fart på allvar.

Det är mot bakgrund av alla dessa förbättringar inte förvånande att James Watt tillskrivs äran av att ha uppfunnit den moderna ångmaskinen även om Newcomen, den som först byggde praktiskt fungerande kolvångmaskiner, är den egentliga uppfinnaren.

## Användning

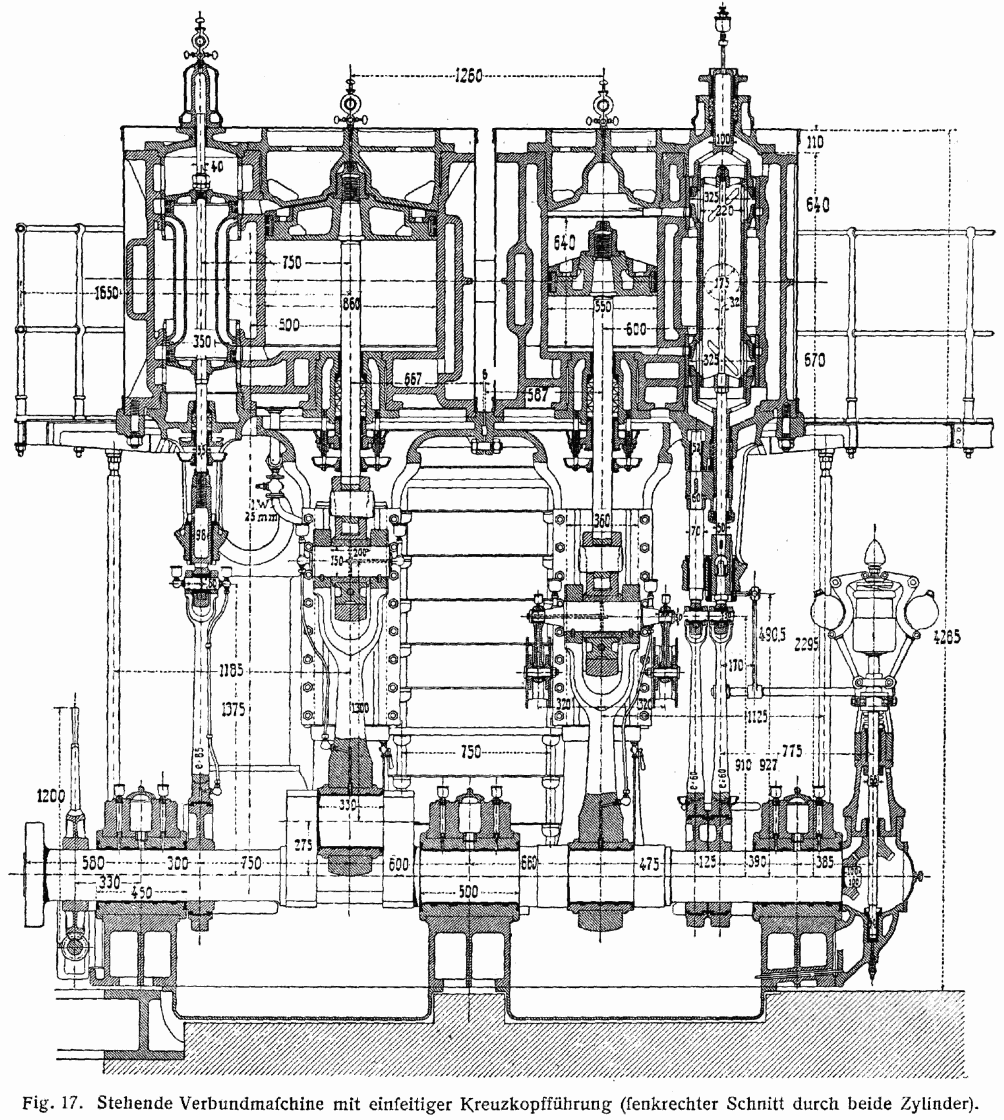
En stående, högvarvig, varvtalsreglerad stationär kompoundångmaskin för fabriks- eller generatordrift - centrifugalregulatorn styr via separat expansionsslid maskinens fyllning.

Det första användningsområdet för ångmaskiner i större skala var att pumpa vatten ur kolgruvor i England och en omfattande tillverkning av ångmaskiner kom tidigt att etableras i England som blev det ledande landet på området under många år. Andra tillämpningar av ångmaskinen som drivmotor följde i snabb takt på en rad områden i en värld där man tidigare endast haft tillgång till kraften från väderkvarnar, vattenhjul, hästar, oxar eller människor. En mycket stor del av de tunga manuella arbetsmomenten försvann också när ångmaskinen blev vanlig vilket drastiskt ändrade behovet av antalet anställda inom olika industriella verksamheter. Den ännu idag pågående mekaniseringen av manuella arbetsmoment inom industrin påbörjades samtidigt i och med ångmaskinens inträde.
Snart kunde också fartyg byggas med ångmaskinsdrift och dessa började ersätta segelfartygen. Antalet besättningsmän på fartygen minskade därmed dramatiskt och till följd av att farten ökade och blev mer oberoende av väder och vind ökade fartygens transportförmåga. Några välkända typer av fordon till lands med ångmaskin som kraftkälla är ångloket, ångvälten och den självgående lokomobilen.
Under 1900-talet förlorade ångmaskinen sin roll som primär kraftkälla när förbränningsmotorn och de elektriska motorerna för större avgivna effekter utvecklades. En modern variant av "ångmaskinen" är ångturbinen som fortfarande är under stark utveckling och som utgör en synnerligen betydelsefull kraftkälla i många sammanhang, inte minst för produktion av elkraft i ång- och kärnkraftverk där ångturbiner driver el-generatorer. I detta fall arbetar ångmaskinen/turbinen med mycket höga ingångstryck och temperaturer, upp mot 300 bar och ångtemperaturer på 600 °C. Alla jämförelser med den gamla kolvångmaskinen saknar därför egentligen relevans även om energimediet vattenånga är densamma.

## Uppfinning och utveckling

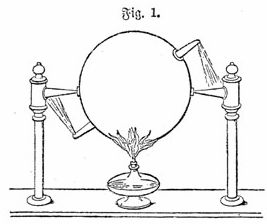
Herons ångkula.

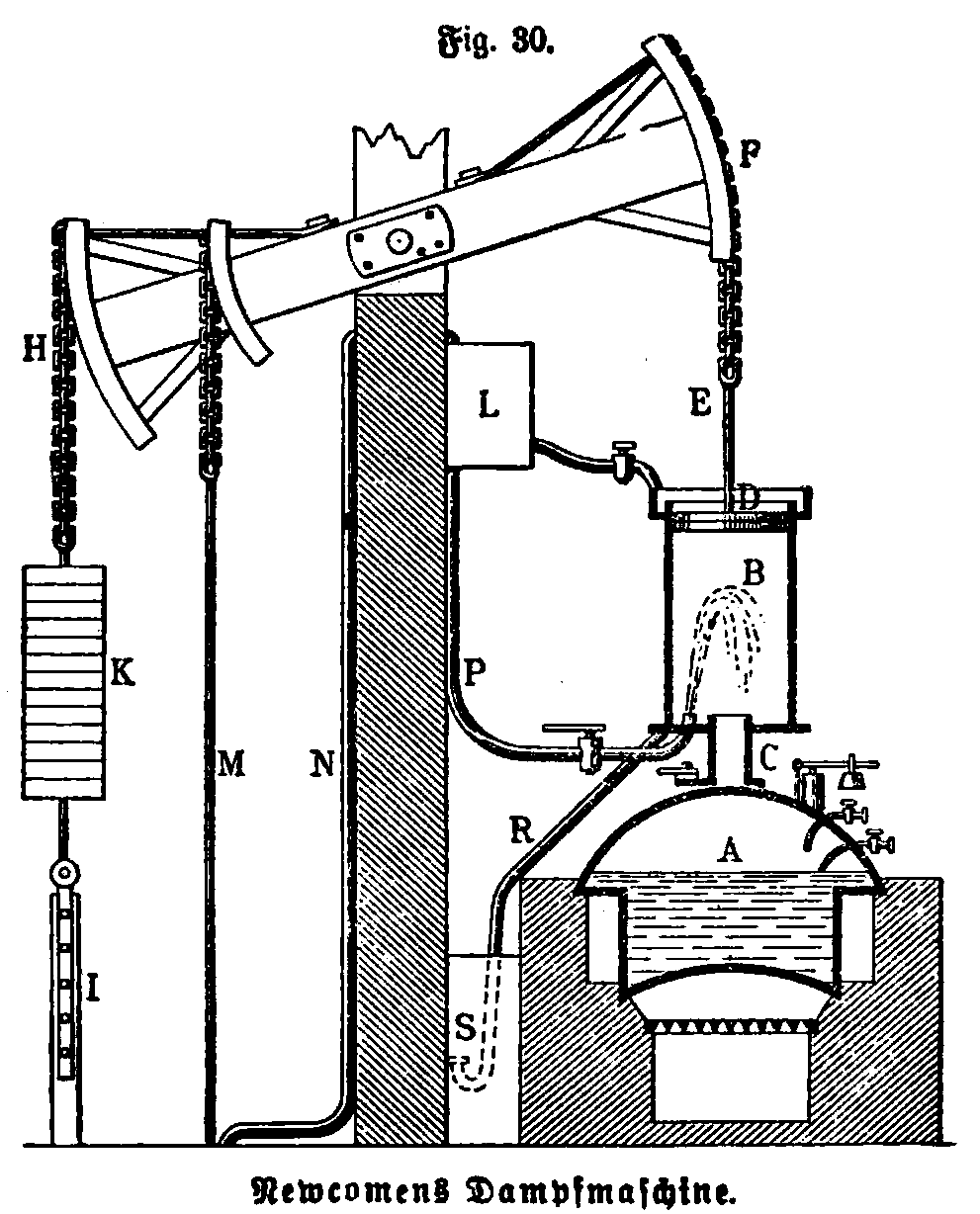
Newcomens ångmaskin, principschema.

En föregångare till ångmaskinen är känd från antiken: Herons ångkula (eolipil) som beskrivs av filosofen Heron verksam under första århundradet e. Kr.

### Newcomen
Den första rudimentära ångmaskinen konstruerades av spanjoren Jerónimo de Ayanz y Beaumont och patenterades 1606.  Förbättringar gjordes av den franske fysikern Denis Papin 1690 och den engelske Thomas Savery 1698, men den första tillräckligt robusta maskinen för att pumpa vatten ur gruvor konstruerades av engelsmannen Thomas Newcomen 1712. Denna atmosfäriska ångmaskin arbetade på så sätt, att den i ångpannan under föga mer än atmosfärtryck bildade ångan under kolvens uppåtrörelse inströmmade under denna och fyllde ångcylindern. Något egentligt arbete uträttades därvid ej, emedan kolven lyftes genom pumpstångsystemets tyngd. Vid kolvens högsta läge sprutades vatten in omkring cylindern, varigenom ångan där kondenserades, vakuum uppstod, och atmosfärtrycket pressade ned kolven samt lyfte upp stängerna och utförde pumparbetet.
Kondenseringen ändrades snart till insprutningskondensering, så att kylvattnet direkt insläpptes i ångcylindern. Därigenom erhölls snabbare kondensering, större slagantal och ökad effekt. Till en början reglerades ång- och vattenpådragen för hand, men automatisk reglering infördes efter några år. Fastän Newcomen inte lade fram några nya, epokgörande tankar, lyckades han genom sin stora praktiska begåvning framställa en pumpångmaskin, som visade sig utföra arbetet med god driftsäkerhet och därför installerades i den ena gruvan efter den andra under flera årtionden framåt. Nackdelen hos hans ångmaskin var dess låga verkningsgrad och därmed höga kolförbrukning, 10-20 kg kol per effektiv hk-timme, till mycket stor del beroende på den oerhört stora cylinderkondensation, som uppkommer genom ångcylinderns omväxlande uppvärmning med ånga och därpå följande avkylning genom vattnets insprutning. En mängd ånga måste därvid kondenseras och värmen går till spillo. En viktig detalj var övre röret med kran från tanken L i illustrationen, det var till för att hålla en vattenspegel ovanpå kolven för att bättre täta kolven mot luftinläckning. (Vatten läcker mindre än luft och stör inte vakuumet.)
Efter Newcomens tid förbättrades hans ångmaskin, särskilt genom engelske ingenjören John Smeaton. Denne lade mycket stor vikt på tillverkningen av ångmaskinen, bland annat utborrades ångcylindern mycket noggrannare än förr. Han lyckades även nedbringa cylinderkondensationen genom att bekläda kolvens ångsida med trä. På grund av dessa olika förbättringar minskades kolförbrukningen till under 8 kg per effektiv hk-timme.
En Newcomen-maskin installerades i Dannemora gruvor 1728 av Mårten Triewald. Men framgångarna uteblev eftersom gruvarbetarna aldrig blev förtrogna med maskinen och dess skötsel..  Newcomenmaskiner kom dock med tiden att installeras på fler håll i Sverige; vid Persbergs gruva 1766, på nytt vid Dannemora gruvor 1769, vid Karlskrona örlogsvarv 1771, Karlskrona kronobränneri 1779 och vid Kalmar kronobränneri 1780.

### Watt
Genom skotten James Watts uppfinningar och konstruktioner skapades en nästan helt ny ångmaskin, som med ett slag reducerade kolförbrukningen till hälften jämfört med Smeatons förbättrade Newcomenmaskin. Watts första förbättring var att kondensationen ägde rum utanför cylindern i den kondensor som han uppfann 1769. Han uppfann även den dubbelverkande ångmaskinen, och därigenom fördubblades effekten utan ökning av cylinderdimensionerna. Watt insåg även betydelsen av ångans expansion. Watt erhöll patent för sin förbättrade ångmaskin 1781.

## Ångmaskinens introduktion i Sverige

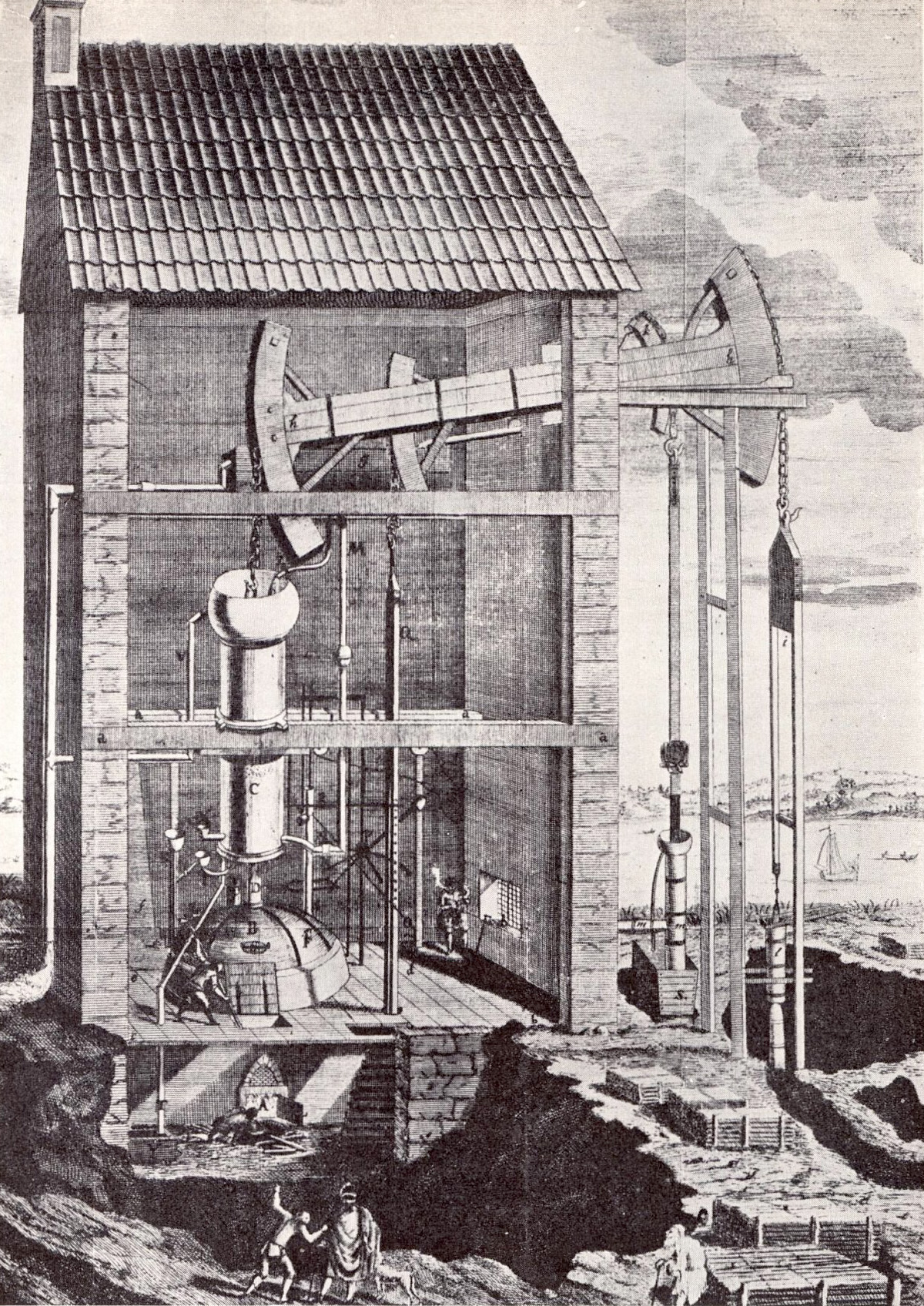
Triewalds eld- och luftmaskin i Dannemora gruvor på 1720-talet.

Ångmaskinen som drivmotor började dyka upp i Sverige på mitten av 1700-talet, till en början liksom i England, som drivmotorer för länspumpning av vatten ur gruvor men ganska snart för alla typer av drivningar inom industri, sjöfart och senare en bit in på 1850-talet som drivmotor för järnvägens lokomotiv. Som ett exempel på framstående personer som verkade för introduktionen av ångmaskinen kan nämnas Mårten Triewald (1691-1747), Johan Erik Norberg, Magnus Anckarsvärd och senare Abraham Niclas Edelcrantz (1754–1821) tillsammans med den engelske konstruktören och ångmaskinsexperten Samuel Owen (1774–1854) som flyttade till Sverige 1806. Johan Erik Norberg skötte installationerna av Newcomenmaskinerna i Karlskrona kronobränneri 1779, Kalmar kronobränneri samma år och Karlskrona örlogsvarv 1780, och lade även 1796 fram planer för ett ångdrivet fartyg. Magnus Anckarsvärd lät 1781 och 1793 installera två ångmaskiner av Watts konstruktion vid Karlskrona örlogsvarv. Att han själv var insatt i en tekniken visas av en ritning av en ångmaskin av fabrikat fabrikat Boulton & Watt, utförd av Anckarsvärd 1795. Lars Bergencreutz hade 1797 planer på att installera en ångmaskin vid Kungsholms glasbruk, men ingenting verkar ha blivit av de planerna. Thomas Stawford blev 1797 teknisk ledare för stenkolsgruvorna i Högananäs, och lät under sin tid här installera ett flertal ångmaskiner här, både för att pumpa ut vatten och för att hissa upp kol. De första av Newcomens konstruktion, men från 1803 även sådana av Watts konstruktion. Stawford lät 1802 tillverka sina ångmaskiner vid Åkers styckebruk och Söderfors bruk.
De första ångmaskinerna som installerades i Sverige för bruk i fabriksmiljö, lär vara de fyra maskiner av fabrikat Boulton & Watt som importerades från England 1804 av Abraham Niclas Edelcrantz med Samuel Owen som assisterande ingenjör för hopmontering och uppstartning. En av dessa fyra maskiner installerades på hösten 1804 i Lars Fresks textilfabrik på Elfviks gård på Lidingö och ersatte de hästar som svarat för drivkraften i fabriken.
Det stora problemet med de tidiga maskinerna var att de var ofantligt klumpiga och utrymmeskrävande med dålig verkningsgrad, drog massor av ved och därför passade bäst som stationära drivmotorer. Utvecklingen gick dock snabbt, maskinernas verkningsgrad ökade och den mekaniska uppbyggnaden ändrades till mer kompakta konstruktioner. Man övergick också till att elda med det energirika kolet och snart kunde man också använda maskinerna även i mindre fartyg vilket kom att bli enormt betydelsefullt för alla slag av sjötransporter där man tidigare varit tvungen att förlita sig till segel. Ångmaskinen lade grunden till den industriella revolutionen som i Sverige tog ordentlig fart först från mitten av 1800-talet och som för alltid skulle förändra människans levnadsvillkor på ett genomgripande sätt.

## Ångmaskinens betydelse för utveckling av förbränningsmotorn

Animation av en kolvångmaskin i drift. En vidareutveckling av James Watts ångmaskin där arbetskolven direkt driver vevslängen via en ledad stång. Centrifugalregulatorn med vikter håller varvtalet konstant genom att strypa eller öka tillförseln av ånga om varvtalet ökar eller minskar från inställt värde.
Samma byggsätt och reglering tillämpades även för de tidigaste förbränningsmotorerna.

Grundprincipen att låta en arbetskolv med en fram och återgående linjär rörelse omvandla denna till en roterande rörelse via en vevsläng, som utvecklades genom ångmaskinen, utgör i grunden samma princip som används i den moderna förbränningsmotorn av kolvtyp som tydligt illustreras i artikeln fyrtaktsmotor. Den stora skillnaden är att bränslet via antändning omvandlas till nyttig energi direkt i kolvutrymmet vid gasens expansion. Man tog helt enkelt bort mellansteget med förångning av vatten till ett högt ångtryck som bärande energimedium, utan lät lättantändligt bränsle verka direkt i kolvutrymmet.
En mycket stor del av de mekaniska uppfinningarna, maskinelementen, mekaniska mekanismerna, de olika stål- och bronsmaterialen och lagertekniken som utvecklades med ångmaskinen var en förutsättning för den snabba utvecklingen av förbränningsmotorn som kom att bli en överlägsen motorprincip i många tillämpningar och som i början av 2000-talet fortfarande fungerar enligt samma grundläggande princip som i slutet av 1800-talet.
Förbränningsmotorn höjde verkningsgraden dramatiskt jämfört med ångmaskinen, som hade en verkningsgrad beräknat som avgiven mekanisk energi dividerat med teoretisk värmeenergi i bränslet på max. c:a 20%. Förbränningsmotorn ligger idag på maximalt c:a 40-45 % verkningsgrad vilket är anledningen till behovet av stora kylare på alla fordon. 60% av bränslets teoretiska energiinnehåll omvandlas således i huvudsak till värme som försvinner ut i uppvärmning av omgivningen utan att ge någon nyttig mekanisk energi. En del av bränslet passerar också motorn oförbränt.